# Trifolium barnebyi
Trifolium barnebyi är en ärtväxtart som först beskrevs av Duane Isely, och fick sitt nu gällande namn av Robert D. Dorn och Lichvar. Trifolium barnebyi ingår i släktet klövrar, och familjen ärtväxter. Inga underarter finns listade i Catalogue of Life.